# Batracomorphus viridinervis
Batracomorphus viridinervis är en insektsart som beskrevs av Blöte 1964. Batracomorphus viridinervis ingår i släktet Batracomorphus och familjen dvärgstritar. Inga underarter finns listade i Catalogue of Life.